# برسی-سور-تی
برسی-سور-تی (به فرانسوی: Bressey-sur-Tille) یک کمون در فرانسه با جمعیت ۶۴۷ نفر است که در Canton of Dijon-2 واقع شده‌است.